# إيان ماي
إيان ماي (بالإنجليزية: Ian Mai)‏ هو لاعب كرة قدم أمريكي، ولد في 9 نوفمبر 2004 في Mission Valley, San Diego ‏ في الولايات المتحدة.